# Fugusuchus hejiapanensis
Il fugusuco (Fugusuchus hejiapanensis) è un rettile estinto, appartenente agli arcosauriformi. Visse nel Triassico inferiore (Olenekiano, circa 250 milioni di anni fa) e i suoi resti fossili sono stati ritrovati in Cina.

## Descrizione
Questo animale è noto grazie a uno scheletro parziale comprendente un cranio incompleto, parti della zampa anteriore destra e un intercentro vertebrale. Lo scheletro, noto come GMB V 313 e conservato presso il Museo Geologico della Cina a Pechino, ha permesso di ricostruire un rettile di medie dimensioni, lungo circa un paio di metri; il cranio era lungo e relativamente basso, se rapportato a quello di altri animali simili ma successivi come Erythrosuchus. La fila di denti della mascella superiore di Fugusuchus si estendeva fino a oltre la regione orbitale; i denti erano piuttosto robusti e appuntiti. 

## Classificazione
Questo animale è stato descritto per la prima volta nel 1980, sulla base di resti fossili ritrovati nella formazione Heshankou nello Shanxi, in Cina. Fugusuchus è considerato il più antico e primitivo tra gli eritrosuchidi, un gruppo di rettili arcosauriformi predatori, molto diffusi nel Triassico medio. Gli eritrosuchidi più evoluti, come Erythrosuchus, Shansisuchus e Garjainia, possedevano meno denti e un cranio più alto e massiccio.